# Olga (Álava)
Olga es un despoblado que actualmente forma parte del concejo de Alegría de Álava, que está situado en el municipio de Alegría de Álava, en la provincia de Álava, País Vasco (España).

## Toponimia
A lo largo de los siglos ha sido conocido con los nombres de Holga y Olaga.

## Historia
Documentado desde 1025 (Reja de San Millán), formaba parte del arciprestazgo de Eguilaz. En 1337 se despobló al pasar sus vecinos a repoblar Alegría de Álava.